# منارة جودريفي
منارة جودريفي تم بناءها في 1858-1859 على جزيرة جودريفي في خليج القديس إلفيس، كورنوال. تقع تقريبا على بعد 300 متر من رأس جودريفي، وهي محاطة بالشعاب المرجانية، التي كانت دائما خطرة لحركة النقل البحري لقرون.